# Vivien Vee
Vivien Vee (née le 2 mai 1960 à Trieste sous le nom de Viviana Andreattini) est une ancienne chanteuse italienne de disco.

## Biographie
Vivien Vee sort son premier disque en 1979. Elle est découverte et produite par les musiciens Claudio Simonetti et Giancarlo Meo. Simonetti avait déjà connu la notoriété avec Goblin et avait fondé en 1978 avec Meo la formation Easy Going (Baby I Love You), qui s'orientait à l'époque vers le disco, surtout populaire à New York. Avec le projet Vivien Vee, les deux musiciens poursuivent leurs productions vers le disco. L'artiste elle-même, qui ne parlait pas anglais à l'époque et chantait avec un accent, était produite de manière ciblée pour le marché américain en termes de mode et de style. Ainsi, Vee se présentait au public dans des vêtements de scène scintillants et souvent moulants et dans un style de danse rapide.
Le single Give Me a Break devient un succès dans les discothèques de part et d'autre de l'Atlantique et atteint le top 10 des US Hot Dance Club Charts en 1980, comme l'un des premiers hits Italo disco. Plus de 100 000 albums de Vivien Vee sont vendus aux États-Unis en 1980. En 1980, elle se produit dans l'extravagant The Saint, une grande discothèque de Manhattan fréquentée principalement par des homosexuels. Remember lui emboîte le pas la même année en tant que hit disco-smash. Billboard les classe parmi les 50 meilleurs artistes disco en 1981.
Le succès de Give Me a Break n'est réitéré que de manière limitée, et Vee se met à l'Euro disco alors naissant en Europe. Vee continue à avoir du succès en tant qu'interprète disco, surtout en Italie, et des apparitions dans des émissions de la télévision italienne, comme en 1981 dans l'émission musicale Discoring, s'ensuivent. En 1983, le single Higher devient son seul hit du Top 40 dans son pays, la face B Blue Disease, un hit disco dans toute l'Europe. Heartbeat atteint à nouveau les charts dance européens en 1987, puis Cross My Heart en 1989, sa dernière publication.
En 1982, elle pose pour l'édition italienne de Playboy, dont elle a également fait la couverture. D'autres séries de photos coquines sont publiées dans les magazines masculins Playmen, Blitz et Skorpio. Give Me a Break est classée 380e parmi les 700 Best Disco Songs of the '70s and '80s (en français : « 700 meilleures chansons de disco des années '70 et '80 »), compilées pour DiscoMusic.com par des DJ de renom comme Robbie Leslie  et Greg Wilson.

## Discographie

### Albums studio
- 1979 : Vivien Vee
- 1979 : Give Me a Break
- 1983 : With Vivien Vee

### Singles
- 1979 : Give Me a Break
- 1979 : Remember
- 1981 : Pick Up
- 1983 : Just for Me
- 1983 : Higher
- 1984 : Americano
- 1987 : Heartbeat
- 1989 : Cross My Heart